# رونيميد وويبريج (دائرة انتخابية في المملكة المتحدة)
رونيميد وويبريج (بالإنجليزية: Runnymede and Weybridge)‏ هي إحدى الدوائر الانتخابية في المملكة المتحدة الممثلة في مجلس العموم في برلمان المملكة المتحدة.
عضو البرلمان الذي يمثلها حالياً هو :Mr Philip Hammond (Con).